# Педурень (Трітеній-де-Жос, Клуж)
Педурень, Педурені (рум. Pădureni) — село у повіті Клуж в Румунії. Входить до складу комуни Трітеній-де-Жос.
Село розташоване на відстані 288 км на північний захід від Бухареста, 38 км на південний схід від Клуж-Напоки.

## Населення
За даними перепису населення 2002 року у селі проживали 1369 осіб, з них 1367 осіб (99,9%) румунів. Рідною мовою 1367 осіб (99,9%) назвали румунську.